# Канисал
Канисал (порт. Caniçal)  —  район (фрегезия) в Португалии,  входит в округ Мадейра. Расположен на острове Мадейра. Является составной частью муниципалитета  Машику. Население составляет 3893 человека на 2001 год. Занимает площадь 11,46 км².

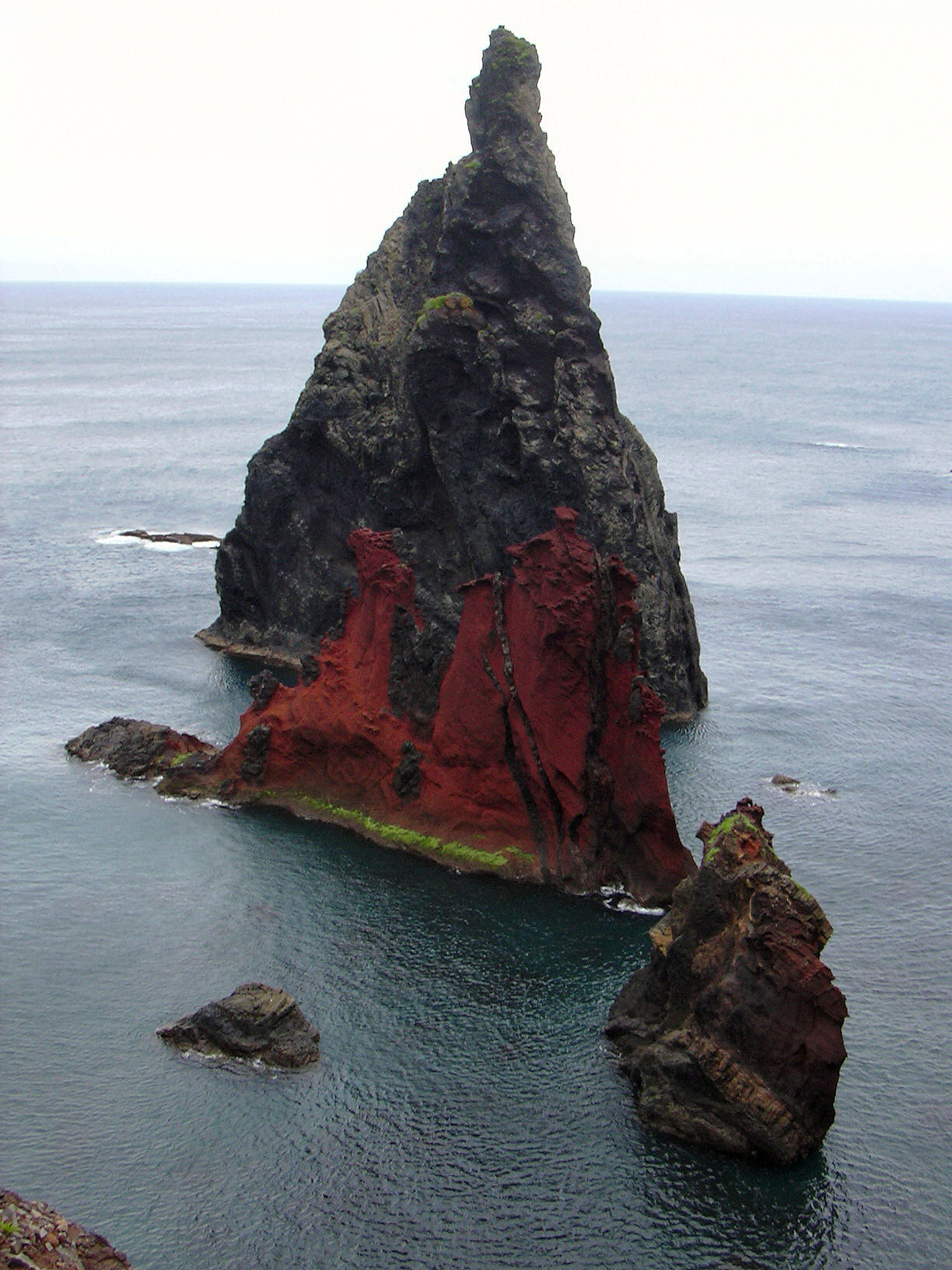